# Tretjärnarna (By socken, Dalarna)
Tretjärnarna är en sjö i Avesta kommun i Dalarna och ingår i Dalälvens huvudavrinningsområde.